# End of Innocence
Albums de Nightwish
From Wishes to Eternity
(2001) End of an Era
(2006)
End Of Innocence est le nom d'un DVD du groupe de metal symphonique finlandais Nightwish qui est sorti le 3 octobre 2003 en Finlande. On peut y trouver des extraits du Century Child World Tour, leur quatrième album, mais surtout un documentaire de plus de deux heures retraçant l'histoire du groupe à travers les interviews de Tuomas Holopainen (fondateur du groupe, compositeur et claviériste) et de Jukka Nevalainen (batteur), tout cela accompagné de vidéos et d'images inédites que l'on peut parcourir sous forme de labyrinthe.
On en apprend beaucoup sur la vie des membres de Nightwish, leur rencontre, les points forts et les coups durs (on y apprend notamment qu'à l'automne 2001, Tuomas Holopainen avait décidé d'en finir avec le groupe).

## Contenu du DVD
Documentaire "End Of Innocence" :
- Documentaire de plus de deux heures sur l'histoire du groupe, racontée par Tuomas Holopainen et Jukka Nevalainen, depuis une petite île au large de Kitee, en Finlande.

Clips :
- Over The Hills and Far Away
- End Of All Hope

Summer Breeze 2002 Live (Allemagne) :
- End Of All Hope
- Dead To The World
- 10th Man Down
- Slaying The Dreamer
- Over The Hills and Far Away
- Sleeping Sun

Oslo 2003 Live (Norvège) :
- Sleeping Sun
- Wild Child
- Beauty And The Beast
- She Is My Sin
- Slaying The Dreamer

MTV Brésil Interview
Galerie d'images inédites (sous forme de labyrinthe).